# Francis Charmes
Francis Charmes (Aurillac, 21 aprile 1848 – Parigi, 4 gennaio 1916) è stato un giornalista, diplomatico e editore francese.

## Biografia
Fu educato ad Aurillac, e successivamente presso il liceo di Clermont-Ferrand e Poitiers, successivamente entrando nel giornalismo. Lasciò un segno come brillante scrittore e nel 1872 diventò direttore del Journal des Débats, dove rimase fino al 1880, tornando dal 1889 al 1907. I suoi scritti politici suscitarono molto interesse e nel 1880 il governo francese lo nominò al posto di assistente direttore del dipartimento politico del Ministero degli Esteri. Nel 1885 divenne capo del dipartimento e rimase nel Foreign Office fino al 1889.
Dal 1881 al 1885 e ancora dal 1889 al 1898 rappresentò il Cantal nella Camera dei Deputati e nel 1900 divenne senatore. Charmes, tuttavia, meglio conosciuto per il suo legame con la Revue des Deux Mondes. Nel 1893 iniziò i suoi famosi scritti politici nella rivista, e nel 1907 divenne il suo editore. Egli occupa un posto elevato tra i giornalisti della Terza Repubblica e i suoi articoli e studi, sia letterari che politici, nel Journal des Débats e nella Revue des Deux Mondes furono una delle caratteristiche della storia letteraria francese negli ultimi anni del XIX secolo.

## Opere principali
- Études historiques et diplomatiques (1893)
- Les Questions actuelles de politique étrangère en Europe (1907)
- L'Allemagne contre l'Europe, la guerre (1914-1915) (1915)